# NGC 6336
NGC 6336 est une galaxie spirale barrée située dans la constellation d'Hercule. Sa vitesse par rapport au fond diffus cosmologique est de 8 089 ± 44 km/s, ce qui correspond à une distance de Hubble de 119,3 ± 8,4 Mpc (∼389 millions d'al). NGC 6336 a été découverte par l'astronome français Édouard Stephan en 1876.
La classe de luminosité de NGC 6336 est I.